# Chorisops masoni
Chorisops masoni är en tvåvingeart som beskrevs av Troiano och Toscano 1995. Chorisops masoni ingår i släktet Chorisops och familjen vapenflugor.
Artens utbredningsområde är Italien. Inga underarter finns listade i Catalogue of Life.